# Гаугревайлер
Гаугревайлер (нем. Gaugrehweiler) — община в Германии, в земле Рейнланд-Пфальц. 
Входит в состав района Доннерсберг. Подчиняется управлению Альзенц-Обермошель.  Население составляет 573 человека (на 31 декабря 2010 года). Занимает площадь 9,92 км².